# Юнтіряк
Юнтіря́к (рос. Юнтиряк, башк. Йөнтирәк) — присілок у складі Дюртюлинського району Башкортостану, Росія. Входить до складу Такарліковської сільської ради.
Населення — 90 осіб (2010; 92 у 2002).
Національний склад:
- татари — 66 %
- башкири — 31 %